# Rabbids Invasion
Les Lapins Crétins : Invasion (em português:  Rabbids: A Invasão ou Rabbids: Invasão) é uma série animada de televisão francês, que estreou a 3 de agosto de 2013 na Nickelodeon. A série é baseado na série de jogos de Raving Rabbids produzido pela Ubisoft com parceria da France Télévisions.
A animação começou a ser criada em julho de 2011, mas só foi lançada em 3 de agosto de 2013 na Nickelodeon, chegou ao Brasil dia 12 de novembro de 2013 no canal pago da Nickelodeon sendo exibido nos sábados e domingos às 13h30, com meia hora de duração (divididos em 4 blocos de 7 minutos).
A partir de 2019, a Nickelodeon encerrou sua parceria com a Ubisoft Motion Pictures, a quarta temporada foi transmitido por France 3, Netflix, e Nickelodeon em alguns países.

## Episódios
| Temporadas | Temporadas | Episódios | Exibição original      | Exibição original     | Exibição no Brasil      | Exibição no Brasil     | Exibição em Portugal  | Exibição em Portugal |
| Temporadas | Temporadas | Episódios | Estreia de temporada   | Final de temporada    | Estreia de temporada    | Final de temporada     | Estreia de temporada  | Final de temporada   |
| ---------- | ---------- | --------- | ---------------------- | --------------------- | ----------------------- | ---------------------- | --------------------- | -------------------- |
|            | 1          | 26        | 3 de agosto de 2013    | 6 de dezembro de 2014 | 16 de novembro de 2013  | 12 de dezembro de 2014 | 2 de dezembro de 2013 | 30 de maio de 2015   |
|            | 2          | 26        | 11 de outubro de 2014  | 14 de junho de 2016   | 6 de junho de 2015      | 11 de dezembro de 2016 | 31 de maio de 2015    | por anunciar         |
|            | 3          | 26        | 21 de junho de 2016    | 23 de junho de 2017   | 18 de dezembro de 2016  | 25 de junho de 2017    | por anunciar          | por anunciar         |
|            | 4          | 26        | 4 de julho de 2019     | 9 de dezembro de 2019 | 1 de julho de 2019      | 17 de agosto de 2019   | por anunciar          | por anunciar         |
|            | Especiais  | Especiais | 29 de setembro de 2021 | por anunciar          | 18 de fevereiro de 2022 | por anunciar           | por anunciar          | por anunciar         |